# Breitling
Breitling — швейцарский производитель часов, первый запатентовавший двухкнопочный хронограф. 

## История
В 1884 году немец Леон Брайтлинг открыл собственную часовую мастерскую в городе Сент-Имье (кантон Юра).Тогда он специализировался на производстве хронографов. Через 8 лет фирма уже носила название «G. Leon Breitling S.A. Montbrillant Watch Company» и переехала в Ла-Шо-де-Фон, на производстве трудилось 60 сотрудников. 
После смерти Леона Брайтлинга в 1914 году его дело унаследовал сын Гастон, а впоследствии и внук Вилли. Гастон изобрёл хронограф с независимой кнопкой управления и секундомера, точность которого составляет 1/10 сек. Вилли стал создателем моделей Navitimer и Chronomat, он продолжал развивать идею хронографа для авиации. После того как Вилли подписал контракт с Британским воздушным Министерством, он приступил к выпуску часов для Королевских Воздушных сил. Впоследствии были подписаны договоры с другими мировыми авиационными компаниями.
Во время промышленного кризиса Швейцарии, 27 августа 1979 года, Вилли Брайтлинг продал компанию. Её владельцами стали Теодор и Эрнест Шнайдеры. Новые владельцы сумели сохранить связь часов с аэронавтикой. Объяснение в том, что Эрнест Шнайдер был не только часовых дел мастером, но и пилотом. В начале 80-х годов все модели Breitling использовали кварцевые калибры.
В 1962 году часы Breitling стали первыми швейцарскими наручными часами, которые побывали в космосе: их носил астронавт НАСА Скотт Карпентер во время миссии «Меркурий-7».
В 1993 году Федерация Aeronatique International признала «Кубок Мира Breitling Высшего пилотажа» как мировой чемпионат.